# Bisbat de Meissen
El bisbat de Meissen (alemany Bistum Meißen) fou una jurisdicció eclesiàstica catòlica i també un principat-bisbat del Sacre Imperi Romanogermànic. Avui té la seva continuïtat en la diòcesi de Dresden-Meissen (llatí Dioecesis Dresdensis-Misnensis; alemany Bistum Dresden-Meißen). Fou fundat el 968 i va quedar dissolt el 1539 durant la Reforma Protestant. La diòcesi fou restablerta el 1921 i rebatejada Dresden-Meissen el 1980. La seu de la diòcesi és a Dresden i el seu sant patró és Benó. És sufragània de l'Arxidiòcesi de Berlin. La seva catedral és la Katholische Hofkirche a Dresden.

## Antiga seu de Meissen
La ciutat moderna de Meissen té el seu origen en un castell construït pel rei Enric I d'Alemanya aproximadament el 928 per a protegir els colonitzadors alemanys entre els wends pagans. Per assegurar l'èxit de les missions cristianes, Otó I del Sacre Imperi Romano-Germànic va suggerir al sínode romà de 962 la creació d'un arquebisbat a Magdeburg. El Papa Joan XII va accedir, i poc després, abans de l'execució del pla el 968, es decidia al Sínode de Ravenna (967) de crear tres bisbats - Meissen, Merseburg, i Zeitz - com sufraganis de l'Arquebisbat de Magdeburg. L'any en què es va establir la Diòcesi de Meissen es discuteix, ja que els registres existents més vells poden ser falsificacions; tanmateix, el diploma de donació per Otó I el 971 és genuí.
El primer bisbe, Burcard (mort 969), establia una fundació (monasterium) que durant el segle xi desenvolupava un capítol de canonges. El 1346 la diòcesi s'estenia des de les Muntanyes Metal·líferes al sud, fins a la boca del Neisse i fins al Queis, a l'est de l'Oder, al nord del curs mitjà del Spree. Abraçava els cinc prebostats de Meissen, Riesa, Wurzen, Grossenhain i Bautzen, els quatre arxidiaconats de Nisani (Meissen), Chemnitz, Zschillen (Wechselburg) i Baixa Lusàcia, i els dos diaconats de Meissen i Bautzen. Pobrament dotat al començament, sembla haver adquirit grans propietats posteriorment sota Otó III i Enric II del Sacre Imperi Romanogermànic.
La tasca principal dels bisbes de la nova seu era la conversió del wends, als quals els bisbes Volkold (mort 992) i Eido (mort 1015) es dedicaren personalment amb gran zel; però l'evangelització fou lenta i era encara incomplet quan el conflicte de les investidures va amenaçar d'aturar-lo de manera efectiva. SantBenó (1066-1106), bisbe quan aquests problemes eren més seriosos, fou nomenat per Enric IV del Sacre Imperi Romanogermànic i sembla haver estat en complet acord amb l'emperador fins a 1076; en aquell any, encara que no havia pres part en la rebel·lió saxona, fou empresonat per Enric durant nou mesos. Es va escapar i es va reunir amb els prínceps saxons, defensant la causa de Gregori VII, i el 1085 va participar en el Sínode gregorià de Quedlinburg, per al qual se'l va privar del seu càrrec per l'emperador, en favor d'un bisbe més ben disposat a favor de l'emperador que ell mateix va nomenar. A la mort de Gregori, Benó feia la pau amb Enric, i era renomenat a la seva seu anterior el 1086, i es dedicava totalment al treball missioner entre els eslaus.
Entre els seus successors, Herwig (mort el 1119) va estar al costat del papa, i Godebold amb l'emperador. Al segle xiii els wends pagans es convertiren finalment al cristianisme, principalment a través dels esforços dels grans monestirs cistercencs, el més important dels quals eren Dobrilugk i Neuzelle. Entre els convents de monges, mereixen menció Heiligenkreuz a Meissen, Mariental prop de Zittau, Marienstern a l'Elster Blanc, i Mühlberg.

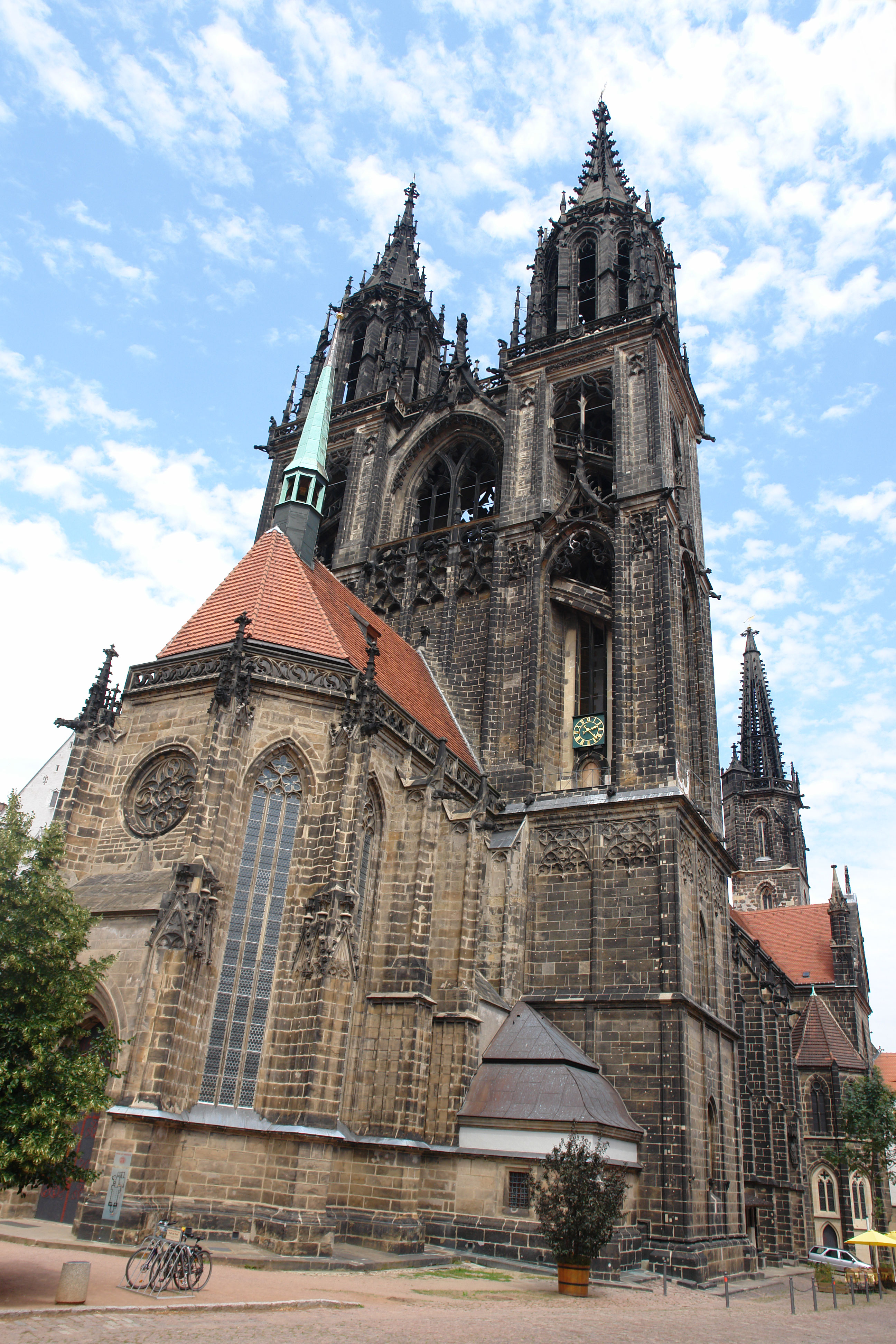
La catedral de Sant Joan Evangelista i Donatus a Meissen, avui església luterana

Entre els bisbes posterior, que governaren després del segle xiii com príncep-bisbes (Fürsten) del Sacre Imperi Romanogermànic, i que van disputar sovint la seva posició amb els marcgravis de Meissen, els més notables foren Wittigo I (1266-93) i Joan I d'Eisenberg (1340-71). El primer va començar la catedral gòtica magnífica de Meissen, en el qual estan enterrats nou prínceps de la casa de marcgravis de Wettin; l'últim, com a notari i amic íntim del marcgravi de Meissen, després emperador Carles IV, va protegir els interessos de la seva església i va augmentar els ingressos de la diòcesi. Durant l'administració del darrer, el 1344, Praga fou creada seu arquebisbal.
El 1365 Urbà V nomenava a l'arquebisbe de Praga legatus natus, o representant perpetu de la Santa Seu, per a les diòcesis de Meissen, Bamberg i Regensburg (Ratisbona); l'oposició de Magdeburg feia impossible exercir a Meissen els privilegis d'aquest càrrec, i Meissen romania, tanmateix sota protesta, subjecte a la jurisdicció del metropolità de Magdeburg. El successor de Joan I, Joan II de Jenstein (1376-9), que va renunciar a Meissen quan fou elegit per la seu de Praga, Nicolau I (1379-92), Joan III (1393-8), i Thimo de Colditz (1399-1410), foren nomenats directament des de Roma, que deixava de banda els drets electius del Capítol catedralici. Thimo, un bohemi per naixement, negligia la diòcesi i l'arruïnava financerament.
El marcgravie Guillem I de Meissen va convèncer a Bonifaci IX el 1405 per alliberar Meissen de l'autoritat de metropolità de Magdeburg i cobvertir-la en diòcesi exempta directament sota la Santa Seu. El notable bisbe Rudolf von der Planitz (1411-27), a través de regulacions assenyades i sacrificis personals, portava ordre en el caos existent. Les Guerres Hussites provocaren grans danys a la diòcesi, llavors governada per Joan IV Hofmann (1427-51); sota el govern dels eficients germans Caspar (1451-63) i Dietrich de Schönberg (1461-76), aviat es va recuperar i a la mort de Dietrich hi havia un fons de 8.000 peces d'or al tresor episcopal. Joan V de Weißenbach (1476-87), amb la seva mania per construir edificis i amb els seus viatges, aviat va gastar aquests diners i va deixar un deute com una pesada càrrega per la diòcesi. Joan VI de Salhausen (1488-1518) empobria més la diòcesi durant el seu intent obstinat d'obtenir plena sobirania principesca als territoris temporals governats per la seu, que el portava a conflicte constant amb el duc Jordi de Saxònia; la seva administració espiritual fou també objecte de censura.
Joan VII de Schleinitz (1518-37) fou un adversari resolt de Martí Luter, la rebel·lió del qual començava al veí Wittenberg, i, conjuntament amb Jordi de Saxònia, intentat aixafar les innovacions. La canonització de Benó (1523), instada per ell, estava pensada per compensar el progrés de l'ensenyament luterà. Joan VIII de Maltitz (1537-49) i Nicolau II de Carlowitz (1549-55) eren incapaços de resistir la triomfant Reforma, que després de la mort del duc Jordi (1539) triomfava a Saxònia i guanyava embranzida fins i tot entre els canonges de la catedral, de manera que la diòcesi fos al voral de la dissolució.
L'últim bisbe, Joan d'Haugwitz (1555-81), posava la seva resignació a les mans del capítol de la catedral, en la virtut d'un acord amb l'elector August de Saxònia, i esdevenia luterà, es va casar i es va retirar al castell de Ruhetal prop de Mögeln. Els electors de Saxònia agafaven l'administració dels dominis temporals de la diòcesi que foren inclosos dins de l'Electorat de Saxònia al que el 1666 foren finalment annexionats. Els canonges es tornaren protestants, i tots els monestirs restants a Saxònia foren secularitzats, i els seus ingressos i edificis dedicats principalment a treballs educatius.

## Prefectura Apostòlica de Meissen
Abans de la seva resignació i conversió, Haugwitz va nomenar a Johann Leisentrit administrador diocesà, amb seu a Bautzen, competent per les àrees lusàcies de la diòcesi fora de Saxònia. Leisentrit va fracassar inicialment a guanyar al Papa per establir una diòcesi nova que comprengués només les àrees lusàcies del bisbat Meißen. Tanmateix, el 1567 la Santa Seu separava les àrees lusàcies de les parts saxones de la diòcesi i establia allà la Prefectura Apostòlica de Meißen, amb seu a Bautzen, amb Leisentritt com el seu primer prefecte. En el dret canònic una prefectura apostòlica és una diòcesi a prova.
Segons la seva localització i la seva seu la prefectura se solia anomenar alternativament Prefectura Apostòlica de les Dues Lusàcies (Lusàcia Superior i Baixa Lusàcia) o Prefectura Apostòlica de Bautzen. El llavors senyor feudal de les dues Lusàcies, el rei catòlic de Bohemia (en unió personal amb l'imperi del qual era Emperador) no va parar eficaçment l'extensió de la Reforma a les Dues Lusàcies. Així depenia dels vassalls locals el fet que el Protestantisme prevalgués o no. Quan el 1635 Saxònia (electorat luterà) va annexionar les Dues Lusàcies va garantir al tractat de cessió (Traditionsrezess) amb Bohemia que deixaria les relacions religioses existents sense alteració. Com a signatari de la Pau de Westfàlia de 1648 Saxònia va acceptar mantenir l'statu quo religiós com estava l'any de referència de 1624, en tots els territoris adquirits de llavors ençà.
Després de l'annexió prussiana de Baixa Lusàcia (llavors assignada a Brandenburg) i Alta Lusàcia oriental, aquesta darrera llavors integrada a Silèsia, la Santa Seu assignava la Baixa Lusàcia i àrees de l'Alta Lusàcia oriental de la prefectura de Meißen al príncep-bisbe prussià de Breslau el 1821 (Butlla De salute animarum). La prefectura restant, que havia mantingut una forta identitat catòlica, llavors també fou anomenada sovint Prefectura Apostòlica de la saxóna Alta Lusàcia.

## La nova diòcesi de Meissen

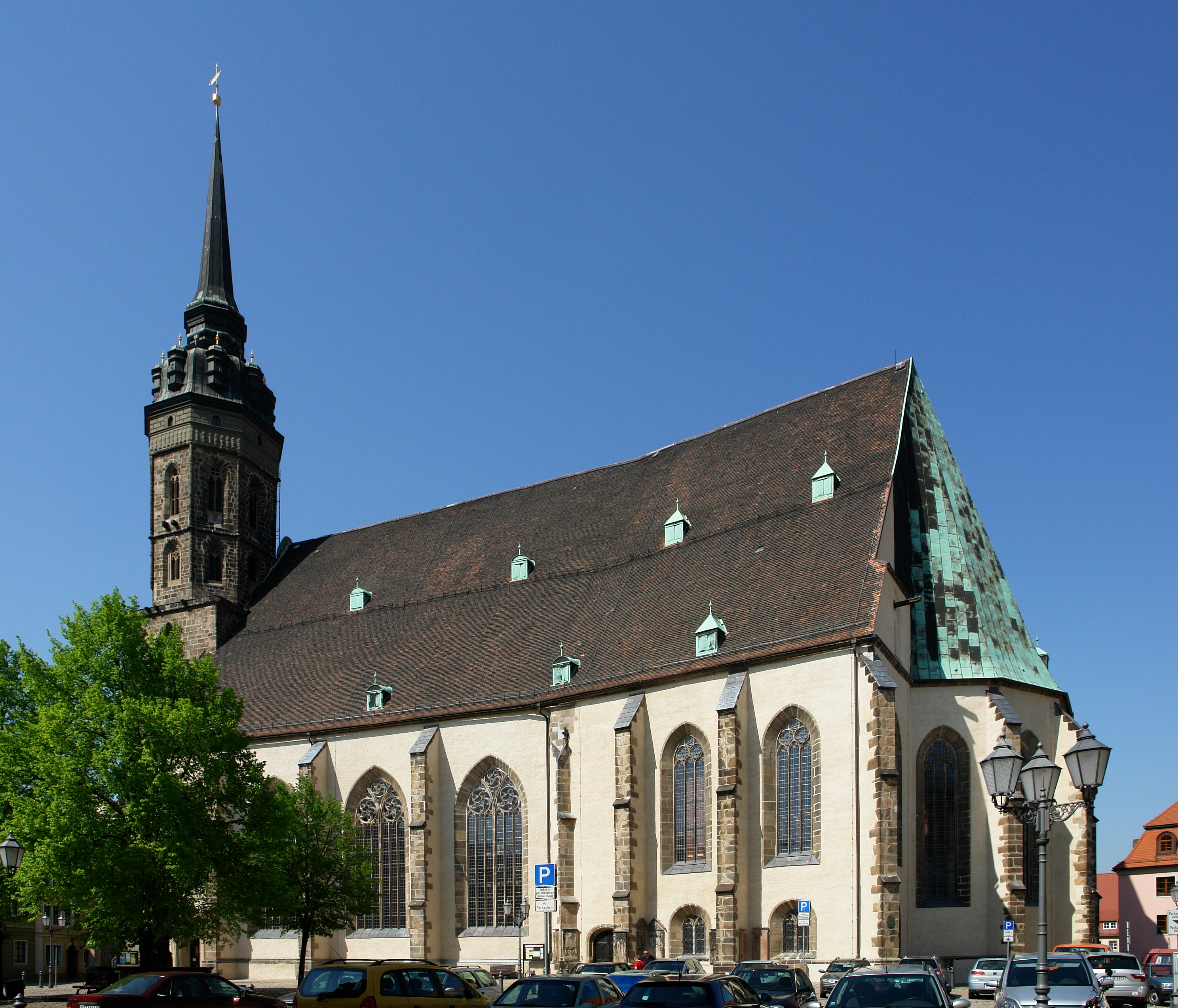
La Catedral de sant Pere a Bautzen, cocatedral des de 1980.

El 24 de juny de 1921 el papa Benet XV elevava la Prefectura Apostòlica de Meissen a Diòcesi de Meißen per la seva constitució apostòlica Sollicitudo omnium ecclesiarum i l'antiga seu a Bautzen va esdevenir la seu de la diòcesi. El 1743 la Santa Seu havia establert el Vicariat Apostòlic a les terres hereditàries saxones (Apostolisches Vikariat in den Sächsischen Erblanden), amb seu a Dresden, competent per a la diàspora catòlica a la resta de Saxònia sense Lusàcia i en tres principats veïns (Saxònia-Altenburg, Reuss Sènior i Reuss Júnior, que van esdevenir part de Turíngia. El vicariat es va dissoldre i la seva àrea i les seves institucions s'integraren a la nova diòcesi de Meißen el 1921.
Els anys entre 1945 i 1948 el nombre de parroquians de la diòcesi de Meißen va ser més que doblat perquè molts refugiats catòlics expulsats des de la part orienta d'Alemanya, Txèquia i Polònia, trobaren refugi dins de la seva àrea diocesan. Moltes parròquies noves s'establiren en els següents anys. Quatre parròquies catòliques a Saxònia a l'est del Neisse de Lusàcia, els parroquians de les quals havien fugit o foren expulsats per les autoritats poloneses, foren perdudes. El 24 de gener de 1948 el bisbe Petrus Legge va cedir la seva jurisdicció per a aquesta àrea diocesana annexionada a Polònia en favor de Karol Milik, l'administrador apostòlic d'aquella part de l'arxidiòcesi de Breslau fora de la Zona d'Ocupació Soviètica a Alemanya, que havia estat annexionada també a Polònia. Quan el papa Pau VI el 1972 va reduir l'àrea diocesan de l'Arxidiòcesi de Wrocaw (Vreslau) exclusivament al territori polonès solament per la constitució apostòlica Vratislaviensis - aliarum de et Berolinensis també l'àres del Meißen annexionada a Polònia es convertia oficialment en una part d'aquella arxidiòcesi. La part de la diòcesi de Breslau dins la República Democràtica Alemanya fou separada per la mateixa constitució apostòlica i convertida en l'Administració Apostòlica de Görlitz dependent directament de la Santa Seu.

## La Diòcesi rebatejada de Dresden-Meissen
El 1980 la seu de la diòcesi es traslladava a Dresden, preparant la diòcesi per ser rebatejada Dresden-Meissen. Des de 1994 les tres jurisdiccions fins llavors exemptes de Berlin, Dresden-Meißen, i Görlitz formaren la nova província eclesiàstica de Berlín amb el darrer com a metropolità de la seu.

## Llista de bisbes
1. Burkhard 948-972
2. Volrad 972-992
3. Ido I von Rochlitz 992-1015
4. Agilward 1016-1023
5. Hukprecht 1023-1024
6. Dietrich I 1024-1046
7. Ido II vers 1040 (rival)
8. Meinward 1046-1051
9. Bruno I 1046-1064 (rival)
10. Rainer 1051-1066
11. Kraft 1066
12. Benno von Woldenberg 1066-1106
13. vacant 1106-1108
14. Hartwig 1108-1118
15. Grambert 1118-1125
16. Godebald 1125-1140
17. Reinward 1140-1146
18. Berthold 1146-1149
19. Albrecht I 1149-1152
20. Bruno I (II) 1152-1154
21. Gerung 1154-1170
22. Martin 1170-1190
23. Dietrich II von Kittlitz 1191-1208
24. Bruno II (III) von Borsendorf 1209-1228
25. Heinrich 1228-1240
26. Konrad I 1240-1258
27. Albrecht II von Motzschen 1258-1266
28. Witticho I von Kamenz 1266-1293
29. Bernhard von Kamenz 1293-1296
30. Albrecht III burggravi de Leitznig 1297-1312
31. Witticho II von Kolditz 1312-1341
32. Wilhelm 1312-1314 (rival)
33. Johann I von Eisenberg 1341-1370
34. Konrad II von Kirchberg-Wallhausen 1370-1375
35. Dietrich III 1370-1373 (rival)
36. Johann II von Genzenstein 1375-1379
37. Nikolaus I Ziegenbock 1379-1392
38. Johann III von Kittlitz 1393-1398
39. Thimo von Kolditz 1399-1410
40. Rudolf von der Planitz 1411-1427
41. Johann IV Hoffmann 1427-1451
42. Kaspar von Schönberg 1451-1463
43. Dietrich III (IV) von Schönberg 1463-1476
44. Johann V von Weissenbach 1476-1487
45. Johann VI von Saalhausen 1487-1518
46. Johann VII von Schleinitz 1518-1537
47. Johann VIII von Maltitz 1538-1549
48. Nikolaus I von Karlowitz 1550-1555
49. Johann IX von Haugwitz (a Wurzen 1559-95) 1555-1595
50. Johann Leisentrit (administrador) 	1560/67

## Bisbes de Meissen i després (1980) bisbes de Dresden-Meissen
- Christian Schreiber 1921-1930
- Conrad Gröber 1931-1932
- Petrus Legge 1932-1951
- Heinrich Wienken 1951-1957
- Otto Spülbeck 1958-1970
- Gerhard Schaffran 1970-1987
- Joachim Friedrich Reinelt 1988-2012
- Heiner Koch 2012-